# أليخاندرو أورتوستي
أليخاندرو أورتوستي (مواليد 17 مارس 1931) هو ملاكم فلبيني، مثّل بلاده في الألعاب الأولمبية الصيفية 1952.

## روابط خارجية
أليخاندرو أورتوستي على موقع أوليمبيديا (الإنجليزية)